# Masters de Montecarlo 2021
El Rolex Monte-Carlo Masters 2021 fue un torneo de tenis masculino que se jugó en abril de 2021 sobre tierra batida. Fue la 114.ª edición del llamado Masters de Montecarlo, patrocinado por Rolex. Tuvo lugar en el Montecarlo Country Club de Roquebrune-Cap-Martin (Francia), cerca de Montecarlo (Mónaco).

## Puntos y premios en efectivo

### Distribución del Torneo
| Evento       | G    | F   | SF  | CF  | R16 | R32 | R48 | C  | C2 | C1 |
| Individuales | 1000 | 600 | 360 | 180 | 90  | 45  | 10  | 16 | 8  | 0  |
| Dobles       | 1000 | 600 | 360 | 180 | 90  | 0   | —   | —  | —  | —  |

### Premios en efectivo
| Evento       | G         | F         | SF        | CF        | R16      | R32      | R56      | C2     | C1     |
| Individuales | 935 385 € | 458 640 € | 230 830 € | 117 375 € | 60 945 € | 32 135 € | 17 350 € | 4000 € | 2040 € |
| Dobles       | 289 670 € | 141 820 € | 71 130 €  | 36 510 €  | 18 870 € | 9960 €   | —        | —      | —      |

## Cabezas de serie
A partir de lass nueva actualización del ranking ATP, se defenderán solamente el 50% de los puntos conseguidos entre el 4 de marzo y el 5 de agosto de la temporada 2019.

### Individuales masculino
| N.º | Rank. | Tenista            | Puntos | Puntos por defender | Puntos ganados | Nuevos puntos | Ronda hasta la que avanzó en el torneo            |
| 1   | 1     | Novak Djokovic     | 11 963 | 180                 | 90             | 11 873        | Tercera ronda, perdió ante Daniel Evans           |
| 2   | 2     | Daniil Medvédev    | 10 030 | 360                 | 0              | 9850          | Baja por enfermedad antes de la segunda ronda.    |
| 3   | 3     | Rafael Nadal       | 9670   | 360                 | 180            | 9490          | Cuartos de final, perdió ante Andrey Rublev [6]   |
| 4   | 5     | Stefanos Tsitsipas | 7040   | 90                  | 1000           | 7950          | Campeón, venció a Andrey Rublev [6]               |
| 5   | 6     | Alexander Zverev   | 6125   | 90                  | 90             | 6125          | Tercera ronda, perdió ante David Goffin [11]      |
| 6   | 8     | Andrey Rublev      | 5400   | (25)                | 600            | 5975          | Final, perdió ante Stefanos Tsitsipas [4]         |
| 7   | 9     | Diego Schwartzman  | 3720   | 45                  | 10             | 3708          | Segunda ronda, perdió ante Casper Ruud            |
| 8   | 10    | Matteo Berrettini  | 3453   | 10                  | 10             | 3453          | Segunda ronda, perdió ante Alejandro Davidovich   |
| 9   | 11    | Roberto Bautista   | 3090   | 45                  | 90             | 3135          | Tercera ronda, perdió ante Andrey Rublev [6]      |
| 10  | 14    | Gaël Monfils       | 2770   | 0                   | 0              | 2770          | Baja por lesión antes de la primera ronda.        |
| 11  | 15    | David Goffin       | 2750   | 45                  | 180            | 2885          | Cuartos de final, perdió ante Daniel Evans        |
| 12  | 12    | Pablo Carreño      | 2835   | 0                   | 90             | 2925          | Tercera ronda, perdió ante Casper Ruud            |
| 13  | 16    | Hubert Hurkacz     | 2600   | 10                  | 45             | 2635          | Segunda ronda, perdió ante Daniel Evans           |
| 14  | 17    | Grigor Dimitrov    | 2598   | 90                  | 90             | 2598          | Tercera ronda, perdió ante Rafael Nadal [2]       |
| 15  | 18    | Fabio Fognini      | 2548   | 1000                | 180            | 2048          | Cuartos de final, perdió ante Casper Ruud         |
| 16  | 24    | Christian Garín    | 2260   | 0                   | 90             | 2350          | Tercera ronda, perdió ante Stefanos Tsitsipas [4] |

- Ranking del 5 de abril de 2021.[3]

#### Bajas
| Rank. | Tenista         | Puntos antes | Puntos por defender | Puntos ganados | Puntos después | Motivo                     |
| ----- | --------------- | ------------ | ------------------- | -------------- | -------------- | -------------------------- |
| 2     | Daniil Medvédev | 10 030       | 360                 | 0              | 9850           | Test positivo de COVID-19. |
| 4     | Dominic Thiem   | 8660         | 22                  | 0              | 8638           | Descanso.                  |
| 14    | Gaël Monfils    | 2770         | 0                   | 0              | 2770           | Lesión en la pantorrilla.  |

### Dobles masculino
| Tenista                             | Ranking | Preclasificado |
| Juan Sebastián Cabal Robert Farah   | 5       | 1              |
| Nikola Mektić Mate Pavić            | 5       | 2              |
| Ivan Dodig Filip Polášek            | 17      | 3              |
| Marcel Granollers Horacio Zeballos  | 20      | 4              |
| Rajeev Ram Joe Salisbury            | 23      | 5              |
| Wesley Koolhof Łukasz Kubot         | 26      | 6              |
| Pierre-Hugues Herbert Nicolas Mahut | 29      | 7              |
| Kevin Krawietz Horia Tecău          | 42      | 8              |

## Campeones

### Individual masculino
Stefanos Tsitsipas venció a  Andrey Rublev por 6-3, 6-3

### Dobles masculino
Nikola Mektić /  Mate Pavić vencieron a  Daniel Evans /  Neal Skupski por 6-3, 4-6, [10-7]